# Fils du pêcheur (film, 1957)
Pour le film de 1939, voir Fils du pêcheur (film, 1939).
Pour plus de détails, voir Fiche technique et Distribution.
Fils du pêcheur  (en letton : Zvejnieka dēls) est un long métrage soviétique réalisé par Varis Krūmiņš d'après le roman éponyme de Vilis Lācis, et sorti en 1957. C'est la seconde adaptation du roman, la première a été réalisée en 1939 par Vilis Jānis Lapenieks,. 

## Fiche technique
- Titre français : Fils du pêcheur
- Titre original : letton : Zvejnieka dēls
- Réalisation : Varis Krūmiņš
- Scénario : Emil Braginski
- Directeur de la photographie : Māris Rudzītis
- Musique : Jānis Ivanovs
- Société de production : Riga Film Studio
- Format : 35 mm - mono - noir et blanc
- Pays d'origine : URSS
- Genre : comédie dramatique
- Durée : 81 minutes
- Dates de sortie : 1957

## Distribution
- Eduards Pāvuls : Oskars
- Astrīda Gulbe : Anita
- Jānis Osis : Garoza
- Baiba Indriksone : Marta
- Valda Freimūte : Zenta
- Žanis Kopštāls : Kļava
- Elmārs Ozols : Roberts
- Arkādijs Feldmanis : Fredis
- Jānis Grantiņš : Banders
- Edgars Liepiņš : Edgars
- Jānis Kubilis : Sārtaputns
- Harijs Avens : Džims
- Arnolds Milbrets : Bundžiņš
- Harijs Misiņš : Teodors
- Ērika Ferda : Olga
- Artūrs Kalējs : Krauklis
- Arvīds Briedis : Rumbainis
- Helmārs Velze : Meņģelis
- Mārtiņš Vērdiņš : Āboltiņu Jēkabs
- Antonija Kleimane : Kate
- Atis Krauklis : Osis
- Ēvalds Valters : épisode